# Amauronematus eiteli
Amauronematus eiteli är en stekelart som beskrevs av Saarinen 1949. Amauronematus eiteli ingår i släktet Amauronematus, och familjen bladsteklar. Arten är reproducerande i Sverige.